# 肾萎缩
腎萎縮（atrophy of kidney），是根據腎臟體積與人的年齡、性別、身高、體重相互比較後，相對偏小或明顯縮小的一種異常現象。
長時間的腎臟疾病，導致腎小球受損，使整個腎臟出現體積縮小。腎萎縮和腎功能改變是相輔相成的，當患者出現腎萎縮時已經或者必然會出現腎功能不全及至腎功能衰竭（尿毒症）。

## 肇因
腎萎縮可見於先天性腎發育不全及有膠原和鈣質沉著或某些急性病變，如：急性腎小球性疾病、糖尿病性腎硬變、腎移植排異、慢性腎小球腎炎、腎皮質壞死、Alport綜合症、急性腎小管壞死、高血壓性腎硬化等。
局灶性或瀰漫性腎實質解剖的破壞見於任何腫塊性病變（如：囊腫、腫瘤、膿腫和血腫），局灶性腎盂腎炎，實質瘢痕（如腎梗死或萎縮性腎盂腎炎），嬰兒型多囊腎，慢性腎盂腎炎或損傷等病變。